# Vasokonstriktion
Vasokonstriktion (sammensnøre, indskrænke) betyder, at et blodkar trækker sig sammen (arteriolerne kontraherer) og kun tillader lidt (eller intet) blod at slippe igennem. Dette kan fx ske, når renin udskilles fra nyrerne på grund af lavt blodtryk.
Processen er i princippet det modsatte af vasodilatation.
| Fysiologi | Spire Denne artikel om fysiologi er en spire som bør udbygges. Du er velkommen til at hjælpe Wikipedia ved at udvide den. |